# Rauk (Ägypten)
Das rauk (auch: rawk oder rōk) (von Koptisch rōsh, Landvermessung, welches wiederum abgeleitet ist aus demotisch ruḫ, Landverteilung) bezeichnete in der Zeit des mittelalterlichen Ägypten die Katastrierung des Agrarlandes zu fiskalischen Zwecken. Es beinhaltete neben der Vermessung  der Parzellen (misāha), die Feststellung der Besitz- und Eigentumsverhältnisse sowie die Ermittlung des Steuerwerts (ʿibra).
Das Ergebnis der Vermessung wurde durch einen Beamten (māsiḥ) in einem Register (mukallafa) dokumentiert. Die Flächen wurden in der Einheit faddān angeben. Der Steuerwert ist der geschätzte jährliche Steuerertrag einer Parzelle. Dieser wurde in der fiktiven Währung des Heeresdinar (dīnār ğayšī) angeben, dessen Wert sich wiederum am Wert des Golddinars oder am Getreidewert orientierte. Ein wesentlicher Bestandteil des Steuerertrags einer ländlichen Parzelle bildete die Grundsteuer (kharadsch), die sich an der Ertragskraft der bebaubaren Fläche orientieren sollte. Da die Produktivität mit der Zeit sehr schwanken konnte (z. B. durch Veränderung des Zustands des Bewässerungssystems oder durch Veränderung der Bodenqualität), wurde zur Ermittlung des Steuerwerts der aktuelle Zustand der Parzelle begutachtet und die Grundsteuer an der aktuellen Produktivität ausgerichtet.
Der Steuerwert diente dem Herrscher einerseits als Bemessungsgrundlage zur Erhebung von Steuern und andererseits als Wertmaßstab des zu vergebenden Agrarlandes an Personen z. B. als Steuerpachtgebiet oder als Iqtaland. Seit Einführung des militärischen Iqta-Systems in Ägypten durch Saladin, bei dem Offiziere anstatt eines Solds auf Lebenszeit Iqtaland zu einem rangabhängig festgelegten Steuerwert für ihre Dienste erhielten, wurden rauk als Grundlage für eine Neuverteilung des Iqtalandes durchgeführt.
Es sind die Durchführung von 6 rauk überliefert:
1. rauk von Ubayd Allah ibn al-Habhab, Steuerinspektor (ʿāmil al-kharadsch) der Provinz Ägypten zur Zeit des Umayyaden-Kalifats, durchgeführt 105-7 AH/724-5
2. rauk von Ahmad ibn al-Mudabbir, Steuerinspektor der Provinz Ägypten zur Zeit des Abbasiden-Kalifats, durchgeführt um 253 AH/867-8
3. rauk von al-Afdal ibn Badr al-Dschamali, Wesir des Fatimiden-Kalifats, durchgeführt 501 AH/1107-8 (rauk al-Afḍalī)
4. rauk von Saladin, Sultan von Ägypten (Ayyubiden), durchgeführt 572-7 AH/1176-81 (rauk al-Ṣalāḥī)
5. rauk von Ladschin, Sultan von Ägypten (Mamluken), durchgeführt 697 AH/1298 (rauk al-Husāmī)
6. rauk von Nāsir Muhammad ibn Qalāwūn, Sultan von Ägypten (Mamluken), durchgeführt 715 AH/1315 (rauk al-Nāṣirī)